# Маніва
35°5′16″ пн. ш. 133°41′29″ сх. д. / 35.08778° пн. ш. 133.69139° сх. д.
Маніва (яп. 真庭市) — місто в Японії, в префектурі Окаяма.

## Географічне розташування
Місто розташоване на острові Хонсю в префектурі Окаяма регіону Тюґоку. З ним межують міста Цуяма, Такахаші, Ніїмі, містечка Кібітюо, Місакі, Каґаміно і село Сіндзьо.